# Disque Belinha
"Disque Belinha" é o oitavo episódio da primeira temporada da sitcom brasileira Sob Nova Direção, protagonizada por Heloísa Perissé e Ingrid Guimarães, e exibida pela Rede Globo no dia 13 de junho de 2004. Após o piloto de final de ano exibido no dia 28 de dezembro de 2003, a série foi escolhida pela Rede Globo para fazer parte de sua programação, sendo encomendados 35 episódios exibidos sempre nas noites de domingo, após o Fantástico.
O episódio "Disque Belinha" foi co-escrito por Heloísa e Ingrid, e conta com as participações especiais de Arlete Salles e Paulo Goulart, que interpretaram os pais de Pit. No episódio, Belinha cobra por conselhos via telefone e, sem perceber que está falando com a mãe de Pit, a aconselha a terminar o casamento de 40 anos com seu marido. Determinada, ela abandona Brasília e vai ao Rio de Janeiro em busca de diversão. Quando percebe o que fez e a pedido de sua amiga, Belinha tenta reverter a situação.

## História

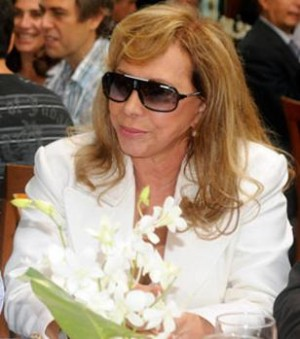
Arlete Salles interpretou mãe de Pit no episódio.

Exibido no dia 13 de junho de 2004, "Disque Belinha" inicia com Belinha (Heloísa Perissé) atendendo a diversos telefonemas e dando variados tipos de conselhos aos seus clientes. Com o passar do tempo, seus amigos também a procuram para pedir conselhos, incluindo Pit (Ingrid Guimarães), que ao perguntar sobre o posicionamento de uma foto de seus pais, diz que admira o casamento de 40 anos deles. Ao atender uma ligação, Belinha começa a dar conselhos para uma mulher que enfrenta problemas no casamento, sem saber que ela, é a mãe de Pit. Após os conselhos, Leda (Arlete Salles), aparece repaginada e diz a sua filha que acabou de separar de seu pai, o que deixa a filha desolada e Belinha preocupada, visto que foi por conta do conselho que ela deu que Leda resolveu se separar.
Em seguida, Pit e Leda vão à uma boate gay, mas sem sucesso, as duas voltam ao bar e Leda garante que vai se apaixonar pelo primeiro homem que aparecer, mas desiste quando se depara com Franco (Luiz Carlos Tourinho) e, em seguida, com Horácio (Otávio Müller), mas aceita sair com Moreno (Luis Miranda). Após confrontar Belinha, Pit pede para sua amiga reverter a situação e vai à Brasília procurar seu pai, enquanto Belinha tenta achar Leda e Moreno. Ao chegar em Brasília, Pit descobre que seu pai, Ataulfo (Paulo Goulart), estava tendo um caso com uma mulher apelidada de "Ursinha" (Nana Gouvêa) e que o casamento de seus pais estava desgastado. Após muitas buscas com Franco, Moreno e Horácio, Belinha acha Leda e Moreno numa festa de forró e a aconselha a reconciliar com seu marido. No dia seguinte, Pit, arrependida de ter feito o pedido à Belinha, tenta dizer que já não quer mais os dois juntos, devido à traição, mas Leda já está decidida a voltar com Ataulfo. Após Franco ir carregar as malas de dona Leda, ela o surpreende e dá um beijo nele, justo no momento em que seu marido aparece e dá uma surra nele. No final das contas, o casal se reconcilia.